# Jean d’Aillon

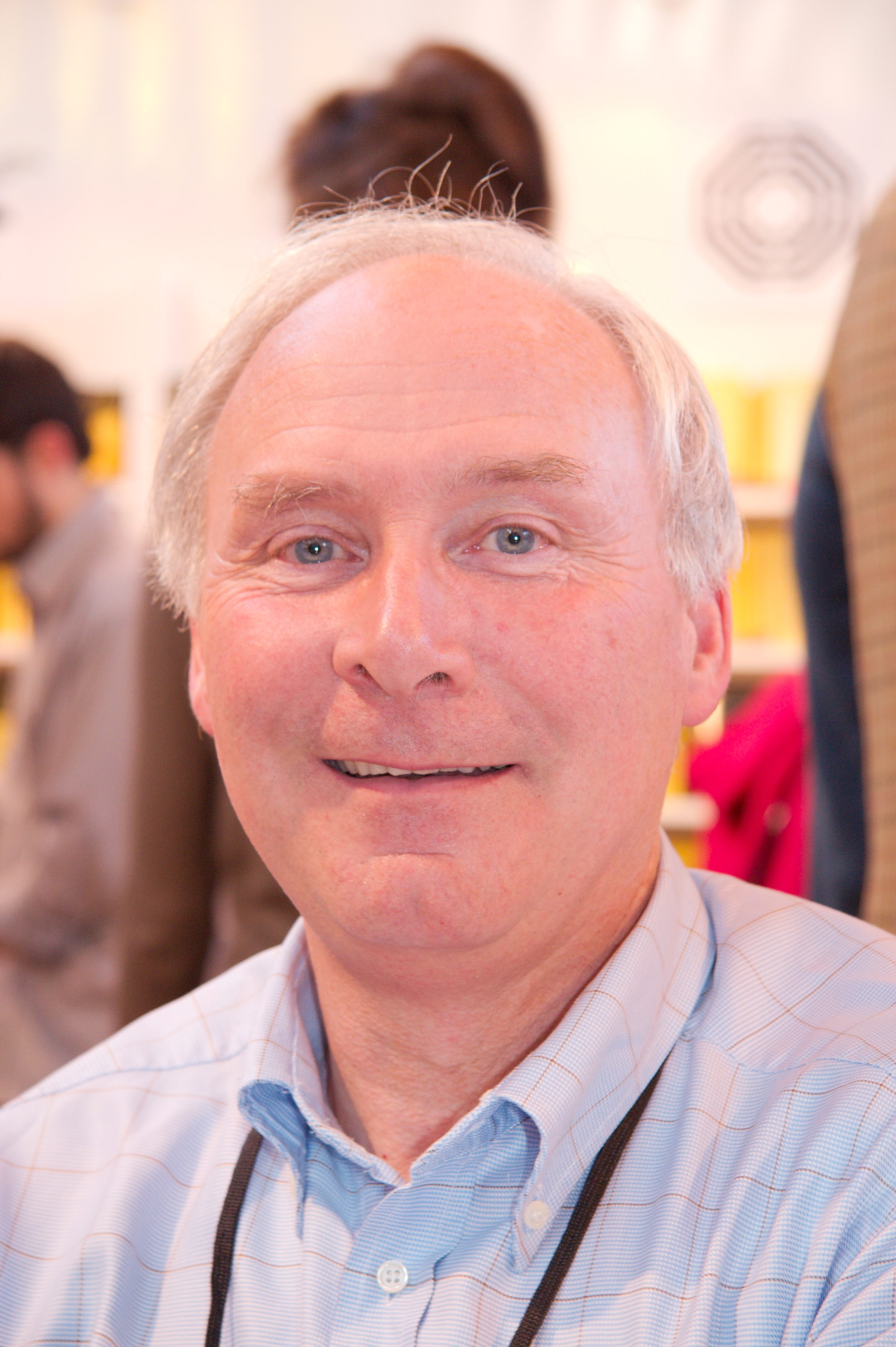
Jean d’Aillon (2009)

Jean d’Aillon, eigentlich Jean-Louis Roos (* 16. April 1948 in Gabun, Französisch-Äquatorialafrika), ist ein französischer Schriftsteller.

## Leben und Wirken
Jean d’Aillon ist der Sohn eines Verwaltungsbeamten, der mit seiner Familie Anfang 1951 nach Frankreich zurückkehrte und sich im Le Midi (Südfrankreich) niederließ. Dort absolvierte d’Aillon auch seine Schulzeit und sein Studium, das er mit der Promotion zum Dr. rer. oec. (Wirtschaftswissenschaften) abschloss.
Im Anschluss daran lehrte d’Aillon an der Universität Aix-en-Provence Wirtschaftsgeschichte und Makroökonomie. Später berief man ihn in die Europäische Kommission, wo er sein Land in verschiedenen Ausschüssen zu Finanzfragen vertrat.
1997 konnte d’Aillon mit seinem ersten Roman erfolgreich debütieren. Da er mit seinen historischen Romanen und seinen Krimis diesen Erfolg wiederholen und dann auch steigern konnte, kündigte er 2007 seinen Brotberuf und widmete sich nur noch seinem literarischen Schaffen.

## Rezeption
Einer von d’Aillons bekanntesten Protagonisten ist Louis Fronsac, ein fiktiver Notar, der in den Diensten von Kardinal Richelieu (später von Kardinal Mazarin) steht und verschiedene Abenteuer bestehen muss.

## Werke (Auswahl)
Louis-Fronsac-Reihe
1. Les ferrets de la reine (Labyrinthes; Bd. 195). Éditions du Masque, Paris 2011, ISBN 978-2-7024-3623-3.
2. Le mystère de la chambre bleue (Labyrinthes; 136). Éditions du Masque, Paris 2004, ISBN 2-7024-9776-4.
3. La conjuration des importants (Labyrinthes; 131). Éditions du Masque, Paris 2005, ISBN 2-7024-9767-5.
4. La conjecture de Fermat (Labyrinthes; 178). Éditions du Masque, Paris 2014, ISBN 978-2-7024-3453-6.
5. L'homme aux rubans noirs (Labyrinthes; 201). Éditions du Masque, Paris 2012, ISBN 978-2-7024-3800-8.[3]
6. L'exécuteur de la haute justice (Labyrinthes; 143). Éditions du Masque, Paris 2005, ISBN 2-7024-9768-3.
7. L'énigme du clos Mazarin (Labyrinthes; 158). Éditions du Masque, Paris 2007
8. Le secret de L'enclos du Temple. Flammarion, Paris 2011, ISBN 978-2-08-125166-3.
9. Le malédiction de la Galigaï. Flammarion, Paris 2012, ISBN 978-2-08-127006-0.
10. L'enlèvement de Louis XIV (Labyrinthes; 159). Éditions du Masque, Paris 2007
11. Le bourgeois disparu. In: Aurore La Forêt: La vie de Louis Fronsac. Chevalier de Saint-Louis et marquis de Vivonne. Flammarion, Paris 2015 (EA Paris 2005)
12. Le forgeron et le galérien. In: Aurore La Forêt: La vie de Jean Fronsac. Chevalier de Saint-Louis et marquis de Vivonne. Flammarion, Paris 2015
13. Le dernier secret de Richelieu (Labyrinthes; 132). Éditions du Masque, Paris 2005, ISBN 2-7024-9771-3.
14. Menaces sur le roi. 2013
15. Le grand arcane des rois de France. La verité de Saint-Louis sur l'aiguille creuse. Flammarion, Paris 2015

Lucius-Gallus-Zyklus
- Attentat à Aquae Sextiae (Labyrinthes; 147). Éditions du Masque, Paris 2005
- Le complot des Sarmates et La Tarasque (Labyrinthes; 166). Éditions du Masque, Paris 2008

Guilhem d'Ussel Reihe
1. De taille et d'estoc. Paris 2013
2. La charte maudite. Paris 2012
3. Férir ou périr. Paris 2014
4. Marseille, 1198. Paris 2010
5. Paris, 1199. Paris 2010
6. Londres, 1200. Paris 2011
7. Montségur, 1201. Paris 2012
8. Rome, 1202. Paris 2013
9. Rouen, 1203. Paris 2014

Einzelne Romane
- Nostradamus et le dragon de Raphael (Labyrinthes; 137). Éditions du Masque, Paris 2005
- Juliette et les Cézanne. Éditions Lattès, Paris 2010
- L'archiêtre et la Cité de Tours (Labyrinthes; 172). Éditions du Masque, Paris 2008
- Le duc de Otrante et les compagnons du soleil (Labyrinthes;189). Éditions du Masque, Paris 2010
- Marius Granet et le trésor du Palais Comtal (Labyrinthes; 181). Éditions du Masque, Paris 2009